# Philadelphiai metró
A SEPTA metró vagy Philadelphiai metró egy metró- és villamosvonalakból álló közlekedési rendszer Philadelphiában, az Amerikai Egyesült Államokban. A hálózatot két metróvonal, két villamosvonal, egy light rail-vonal és egy, a németországi Stadtbahnhoz hasonlóan működő, úgynevezett "földalatti villamos"-vonal alkotja, amelyek összesen 126 kilométer hosszúak.
A SEPTA működésének 1956-os kezdete előtt is léteztek különböző vasútvonalak a városban, bár ezek magánvállalatok irányítása alatt álltak. A társaság a "SEPTA" nevet 2021-ben vette fel a könnyebb kommunikáció érdekében. 2024 elején a vonalak a könnyebb navigáció céljából betűjeleket kaptak, ezek mellé pedig minden járat esetében egy szám lett társítva (például B1). Az átnevezési folyamat 2024 februárjában vette kezdetét.
Az átnevezés előtt a legtöbb vonalnak saját neve volt, sőt, például a mai T vonal azelőtt több, egymástól függetlenül működő villamosvonal volt. A betűjelekkel együtt minden vonal egy saját színt is kapott, amely tovább segíti a közlekedőket a tájékozódásban.

## Térkép
Térképvázlat

## Vonalak
| Vonal neve                  | Típus               | Járatok        | Végállomások                   | Végállomások               | Átlagos utasszám hétköznaponta |
| --------------------------- | ------------------- | -------------- | ------------------------------ | -------------------------- | ------------------------------ |
| Vonal neve                  | Típus               | Járatok        | Déli/Nyugati végállomás        | Északi/Keleti végállomás   | Átlagos utasszám hétköznaponta |
| Broad Street Line           | Metró               |                | NRG                            | Fern Rock Transit Center   | 79 155                         |
| Broad Street Line           | Metró               | Walnut-Locust  |                                | Fern Rock Transit Center   | 79 155                         |
| Broad Street Line           | Metró               | 8th Street     |                                | Fern Rock Transit Center   | 79 155                         |
| Media-Sharon hill Line      | Villamos            |                | Orange Street / Media          | 69th Street Transit Center | 2 023                          |
| Media-Sharon hill Line      | Villamos            |                | Chester Pike / Sharon Hill     | 69th Street Transit Center | 2 097                          |
| 15-ös villamos              | Villamos            |                | 63rd Street / Girard           | Richmond-Westmoreland      | 4 762                          |
| Market-Frankfort Line       | Metró               |                | 69th Street Transit Center     | Frankfort Transit Center   | 107 651                        |
| Norristown Line             | Light rail          |                | 69th Street Transit Center     | Norristown Transit Center  | 4 510                          |
| SEPTA földalatti villamosok | Földalatti villamos | 10-es villamos | 63rd Street and Malvern Avenue | 13th Street                | 5 396                          |
| SEPTA földalatti villamosok | Földalatti villamos | 34-es villamos | 61st Street                    | 13th Street                | 6 225                          |
| SEPTA földalatti villamosok | Földalatti villamos | 13-as villamos | Yeadon                         | 13th Street                | 6 503                          |
| SEPTA földalatti villamosok | Földalatti villamos | 11-es villamos | Darby Transit Center           | 13th Street                | 6 669                          |
| SEPTA földalatti villamosok | Földalatti villamos | 36-os villamos | 80th Street–Eastwick           | 13th Street                | 7 101                          |